# Napoli (balett)

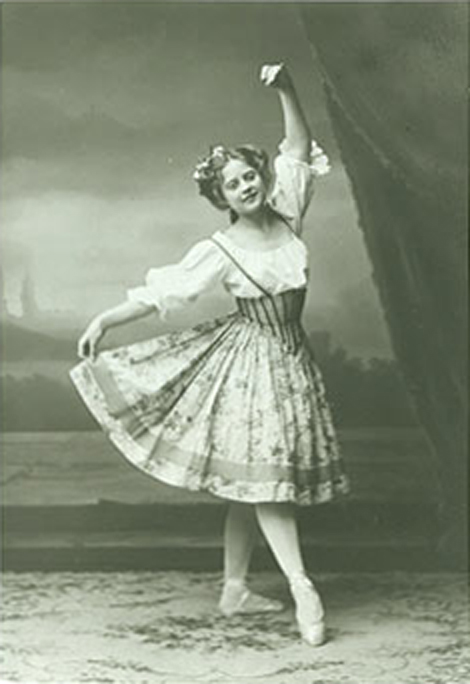
Grethe Ditlevsen i första akten. 1905

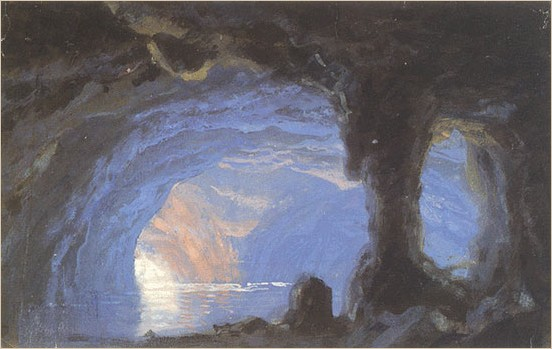
Caprigrottan. Dekor till andra akten av C. F. Christensen 1842.

Napoli eller Fiskeren og hans brud är en romantisk balett i tre akter skapad av den danske koreografen och balettmästaren August Bournonville för Den Kongelige Ballet 1842. 
Musiken har flera kompositörer. Edvard Helsted och Holger Simon Paulli skrev musiken till akt 1 och 3, medan Niels W. Gade, François Henri Prume och H.C. Lumbye skrev musikken till den andra akten. Dekoren skapades av C. F. Christensen. 

## Historia
Baletten räknas som Bournonvilles förnämsta originalverk. Han skrev det då han var trettiosex år efter en resa till Italien och det uppförs ännu idag på Det Kongelige Teater. Då den uppförs på andra scener, spelas vanligtvis endast den tredje akten. Det är då vanligt att man lägger till ett pas de deux från baletten Blomsterfesten i Genzano.  

## Handling
Baletten utspelas i Neapel och på Capri. Den handlar om den unga italienske flickan Teresina, som förälskar sig i fiskaren Gennaro. Historien slutar med att de gifter sig.